# 子母澤類
子母澤 類（しもざわ るい、女性、1960年〈昭和35年〉12月11日 - ）は、日本の作家。日本文藝家協会会員。
代表作は、『金沢 橋ものがたり』（時鐘舎、2008年12月、ISBN 978-4-8330-1663-6）および『花と蜜蜂』（徳間書店、2003年11月、ISBN 4-19-891972-0 ）。

## 略歴・人物
石川県加賀市生まれ、石川県金沢市育ち・在住（2024年時点）。本名・糸谷由美子。京都光華女子大学短期大学部卒業。主として官能小説を書くが、金沢を舞台とすることが多く、ほかに石川県の地元ものエッセイなどを執筆する。
朝日カルチャーセンターの小説講座で光瀬龍に学び、弟子となった。
季刊・総合文芸誌『北國文華』2019年秋・第81号（北國新聞社・全国書誌番号:00110173）より『小説 千代女』を連載している（2025年3月現在）。

## 著書
- 古都の風は女の炎を燃やす 有楽出版社 1997.3
- 金沢、艶麗女将の秘室 旅情官能ロマン 有楽出版社 1997.9
- 狂乱の狩人 有楽出版社 1998.7
- 金沢名門夫人の悦涙 有楽出版社 1998.2
- 惑乱の輪舞 有楽出版社 1998.5
- 祇園京舞師匠の情火 有楽出版社 1998.11
- 淫惑の密室 桃園文庫 2002.5
- 火遊び 徳間文庫 2002.12
- 北陸悲恋伝説の地を行く 北國新聞社 2002.11
- 蜜宴の媚薬師 桃園文庫 2003.3
- 花と蜜蜂 徳間文庫 2003.11
- 蜜色の淫画 桃園文庫 2003.12
- 金沢悦涙夫人 ミリオン出版 2004.8（大洋文庫）
- ルージュの刻印 桃園文庫 2006.4
- 甘やかな潤い 徳間文庫 2007.10
- 金沢橋ものがたり 時鐘舎・北国新聞社 2008.12